# Banco Itaú
Banco Itaú – prywatny bank z siedzibą w São Paulo, Brazylia. Jest drugim pod względem wielkości bankiem w Brazylii (po Bradesco). Obecnie Itaú obejmuje swym zasięgiem 11% rynku usług bankowych.

## Historia
Banco Itaú rozpoczął swą działalność w 1945 roku pod nazwą Banco Central de Crédito, zmieniając następnie nazwę na Banco Federal de Crédito. W 1964 Itaú Holding połączył się z Banco Federal de Crédito i Banco Itaú. Pod koniec dekady Banco Itau kupił Banco Sul Americano (1966) i Banco da América (1969).
W latach 70. XX w. połączył się z Banco Aliança w Rio de Janeiro (1973), Banco Português do Brasil (1974) i Banco União Comercial (1974), a pod koniec dekady otworzył swoje pierwsze siedziby za granicą: w Nowym Jorku i Buenos Aires.
W Latach 80. XX w. wchłonął tylko jeden mały bank Banco Pinto de Magalhães (1985).
Z kolei w latach 90. XX w. nabył 3 banki:
- 1995 Banco Francês e Brasileiro
- 1997 Banerj (Rio de Janeiro)
- 1998 BEMGE (Minas Gerais)

W XXI w. bank kontynuował przejęcia:
- 2000 Banestado (Paraná)
- 2001 BEG (Goiás)
- 2002 Banco Fiat

W latach 90. XX w. bank zainwestował w automatyzacje obsługi i rozwój bankomatów, redukując w tym samym czasie zatrudnienie o 50%.
W 1994 kontynuował swoją ekspansję w innych państwach, otwierając Banco Itaú Europa, Itaú Argentina i Itaú Bank (Cayman). W 1997 przejął Bamerindus Luxembourg, zmieniając nazwę na Banco Itaú Europa Luxembourg. Z kolei w 1998 nabył Banco Del Buen Ayre w Argentynie łącząc go z Itaú Argentina i zmieniając nazwę na Itaú Buen Ayre.
Członkiem rady dyrektorów jest Carlos Ghosn, prezes koncernów Renault i Nissan.